# Epectris conujaingensis
Epectris conujaingensis är en spindelart som beskrevs av Xu 1986. Epectris conujaingensis ingår i släktet Epectris och familjen dansspindlar. Inga underarter finns listade i Catalogue of Life.